# Glandularia teucriifolia
Glandularia teucriifolia — вид рослин родини вербенові (Verbenaceae), поширений у Мексиці й Гватемалі.

## Поширення
Поширений у Мексиці й Гватемалі.
| Гібіскус | Це незавершена стаття про квіткові рослини. Ви можете допомогти проєкту, виправивши або дописавши її. |